# Нововоронцовка
Нововоронцо́вка (укр. Нововоронцовка) — посёлок в Бериславском районе Херсонской области Украины. Центр Нововоронцовской поселковой общины.

## Население
В январе 1989 года численность населения составляла 7 317 человек.
На 1 января 2013 года численность населения составляла 6448 человек.

### Языковой состав
Родной язык населения по данным переписи 2001 года:
| Язык       | Численность, чел. | Доля     |
| ---------- | ----------------- | -------- |
| Украинский | 6 721             | 94,46 %  |
| Русский    | 360               | 5,06 %   |
| Другое     | 34                | 0,48 %   |
| Итого      | 7 115             | 100,00 % |

## История
Местность, где размещена Нововоронцовка, была заселена издавна. Во второй половине XVIII века, до ликвидации Запорожской Сечи (1775) на этой территории располагались зимовники запорожских казаков.
В конце XVIII века вблизи днепровского затона Великие воды было основано село Николаевка. Первое упоминание об этом селе (в связи с постройкой церкви) встречается в исторических источниках, датированных 1795 годом. В 1799 году здесь насчитывалось 524 жителя. Это были крепостные крестьяне, переселённые в разное время из центральных губерний России.
В 1821 году село приобрёл граф Михаил Семёнович Воронцов, который вскоре переименовал его в Нововоронцовку. Он переселил сюда часть крепостных из других своих имений.
В 1829 году Нововоронцовка получила статус местечка и в дальнейшем стала административным центром Ново-Воронцовской волости Херсонского уезда Херсонской губернии.
В 1859 году здесь насчитывалось 377 дворов и 1849 жителей. По состоянию на 1886 год в посёлке проживало 1494 человека, насчитывалось 230 дворов, камера судебного следователя, православный храм, еврейский молитвенный дом, школа, 16 лавок, баня, 6 горшечных заводов, механический завод, постоялый двор, рейнский погреб, винный склад. Здесь ежегодно проводилось 4 ярмарок, по воскресеньям проходили базары и еженедельно торги. Через пристань, расположенную рядом в Малых Гирлах, сельскохозяйственная продукция поступала Херсон, Николаев, Одессу и др.
В январе 1918 года здесь была установлена Советская власть. В марте 1935 года Нововоронцовка стала районным центром.
В ходе Великой Отечественной войны 18 августа 1941 года село было оккупировано наступавшими немецкими войсками, но 27 февраля 1944 года освобождено частями 59-й гвардейской стрелковой дивизии РККА.
В 1953 году здесь действовали мельница, средняя школа, семилетняя школа, две библиотеки, Дом культуры, Дом пионеров и кинотеатр.
В 1956 году Нововоронцовка получила статус посёлка городского типа. В 1973 году здесь действовали завод строительных материалов, маслодельный завод, пищекомбинат, плодопитомнический совхоз и сельскохозяйственный техникум бухгалтерского учёта.
В 1982 году здесь действовали завод строительных материалов, маслодельный завод, хлебный завод, пищевкусовая фабрика, райсельхозтехника, райсельхозхимия, птицеинкубаторная станция, комбинат бытового обслуживания, сельскохозяйственный техникум бухгалтерского учёта, общеобразовательная школа, музыкальная школа, больница, Дом культуры, два кинотеатра, две библиотеки и исторический музей.
В октябре 1992 года Нововоронцовская пищевкусовая фабрика (ранее входившая в производственное объединение «Продтовары») была передана в коммунальную собственность. В октябре 1995 года Кабинет министров Украины утвердил решение о приватизации находившегося в посёлке племенного птицесовхоза.
В январе 2004 года поселковый водоканал обанкротился и началась распродажа его имущества.
11 марта 2022 года в ходе вторжения России на Украину российские войска предприняли штурм укреплённых позиций Вооружённых сил Украины.

## Транспорт
Находится в 15 км от станции Ток на линии Запорожье — Апостолово.
В непосредственной близости от посёлка находится пристань на берегу Каховского водохранилища.